# Мария Тереза Австрийская (1862—1933)
Мария Тереза Антуанетта Иммакулата Йозефа Фердинанда Леопольдина Франциска Каролина Изабелла Януария Алоизия Кристина Анна Австрийская (нем. Maria Theresia Antoinette Immakulata Josepha Ferdinanda Leopoldine Franziska Caroline Isabella Januaria Aloysia Christine Anna von Österreich; 18 сентября 1862 — 10 мая 1933) — член дома Габсбургов, супруга эрцгерцога Карла Стефана.

## Биография

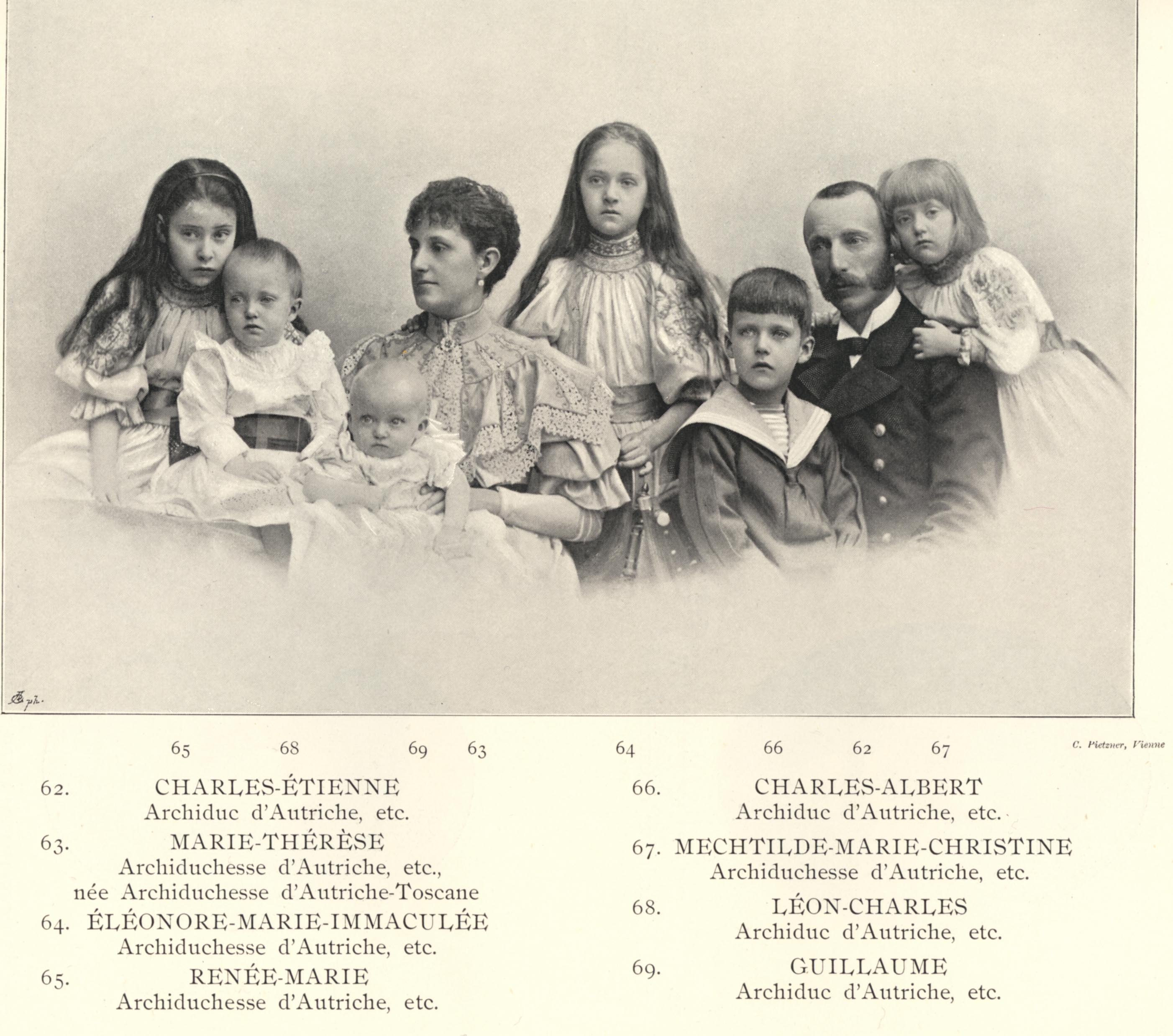
Мария Тереза и Карл Сальватор с семьёй. 1896

Мария Тереза была старшим ребёнком и старшей дочерью эрцгерцога Карла Сальватора Австрийского и его супруги, принцессы Марии Иммакулаты Бурбон-Сицилийской.
28 февраля 1886 года в Вене Мария Тереза вышла замуж за эрцгерцога Карла Стефана Австрийского, четвёртого ребёнка и третьего сына эрцгерцога Карла Фердинанда Австрийского и его жены Елизаветы Франциски, эрцгерцогини Австрийской. У супругов родилось шестеро детей:
- Элеонора (1886—1974) — вышла замуж за Альфонса фон Клосса;
- Рената (1888—1935) — вышла замуж за князя Иеронима Радзивилла;
- Карл Альбрехт (1888—1951);
- Мехтильда (1891—1966) — вышла замуж за князя Ольгерда Чарторыйского;
- Карл Лео (1893—1939) — женился на Марии-Клодии фон Монжое-Водри;
- Вильгельм Франц (1895—1948).

## Титулы
- 18 сентября 1862 — 10 мая 1933: Её Императорское и Королевское Высочество Эрцгерцогиня Мария Тереза Австрийская, Принцесса Венгрии, Богемии и Тоскании.